# John Christy
John R. Christy (Fresno, 1951) è un climatologo statunitense presso l'Università dell'Alabama a Huntsville (UAH).
Il suo interesse principale è il telerilevamento satellitare sul clima globale e sui suoi mutamenti. Egli è ben conosciuto, insieme a Roy Spencer, per il primo sviluppo di successo di misure satellitari di temperatura.

## Biografia

### Formazione
Christy ottenne il B.A. in matematica presso l'Università di Stato californiana di Fresno nel 1973, quindi il M.S. e poi il Ph.D. in scienza dell'atmosfera presso l'Università dell'Illinois, rispettivamente nel 1984 e nel 1987.
Il titolo della sua tesi di dottorato fu: An investigation of the general circulation associated with extreme anomalies in hemispheric mean atmospheric mass.
Prima di affrontare la sua carriera scientifica, Christy insegnò fisica e chimica come insegnante missionario a Nyeri, in Kenya, dal 1973 al 1975. Dopo aver conseguito il grado di Master of Divinity presso il Seminario Battista Golden Gate nel 1978, prestò servizio come missionario-pastore a Vermillion, nel Sud Dakota, ove insegnò anche matematica.

### Carriera
È professore insigne in Scienze atmosferiche e direttore dello Earth System Science Center (Centro scientifico del sistema terra) presso l'Università dell'Alabama a Huntsville. Nel 2000 assunse l'incarico di climatologo di stato dell'Alabama. Per lo sviluppo del suo dataset sulle temperature globali rilevate per via satellitare gli è stata riconosciuta la Medaglia per Eccezionali Risultati Scientifici da parte della NASA e uno "Speciale Riconoscimento" da parte della Società americana di meteorologia, della quale, nel 2002, fu eletto membro.
Dal 1989 Christy, insieme a Roy Spencer, ha conservato l'insieme di registrazioni di temperature derivanti da consistenti misurazioni mediante microonde da satellite, detto comunemente UAH satellite temperature dataset (UAH), cioè "Raccolta dati sulla temperatura via satellite dell'Università dell'Alabama a Huntsville".
Ciò fu una volta oggetto di controversia: fin dall'inizio della raccolta di questi dati dal tardo 1978 al 1998, si evidenziava una tendenza globale netta al raffreddamento, sebbene le misure rilevate al suolo e quelle degli strumenti a bordo di palloni aerostatici mostrassero in molte zone una tendenza al riscaldamento. Parte della tendenza al raffreddamento osservata attraverso i satelliti può essere attribuita a molti anni di temperature più fredde del normale causate dall'eruzione del vulcano Pinatubo. Parte della discrepanza tra le tendenze dedotte dalle misure terrestri e da quelle satellitari fu risolta lungo un periodo di parecchi anni, avendo Christy, Spencer ed altri rilevato vari fattori, tra i quali la deriva orbitale e il decadimento, che causarono un condizionamento netto verso il segnale di raffreddamento nei dati raccolti dagli strumenti a bordo dei satelliti.
Fin dalla correzione dei dati dall'agosto 1998 (e dal maggior evento sul riscaldamento dell'Oceano Pacifico mostrato da La Niña nel medesimo anno) i dati raccolti tramite gli strumenti dei satelliti hanno mostrato un trend medio di riscaldamento globale dell'atmosfera.
Da novembre 1978 fino a marzo 2011 l'atmosfera terrestre si è riscaldata di 0.14 °C per decade, secondo le registrazioni della UAHuntsville.
Christy è stato uno dei principali autori del rapporto dell'IPCC e dello U.S. CCSP Temperature Trends in the Lower Atmosphere – Understanding and Reconciling Differences. Christy contribuì alla stesura e firmò la dichiarazione dell'Unione Americana di Geofisica sui cambiamenti del clima.
Christy ha anche effettuato una dettagliata ricostruzione delle temperature della superficie per la California centrale. Egli ha scoperto che i cambiamenti registrati nelle temperature erano significativi laddove l'ambiente in superficie era stato modificato dall'aumento dell'irrigazione per l'agricoltura, che ha cambiato un «…deserto ad elevata irradiazione in una piana più scura, umida e coltivata»

### Situazione e punti di vista
In un'intervista del 2003 alla National Public Radio sulle affermazioni dell'American Geophysical Union (AGU) del medesimo anno, Christy ha sostenuto di essere «…fortemente critico nei confronti degli scienziati che fanno catastrofiche previsioni circa un grande incremento delle temperature globali ed un terribile innalzamento dei livelli dei mari». Egli ha aggiunto tuttavia che «…è scientificamente inconcepibile che dopo la trasformazione di foreste in centri abitati, la conversione di milioni di acri in terre coltivate ed irrigate, dopo aver immesso massicce quantità di fuliggine e polveri nell'aria e aver immesso in questa gas serra, che il corso del clima non sia cambiato in qualche misura».
In un'intervista del 2009 alla rivista Fortune a proposito dell'aver sottoscritto le affermazioni dell'American Geophysical Union (AGU) nel 2003, Christy ha detto: «Per quanto riguarda l'AGU, io penso che fu una bella dichiarazione poiché io non ho avanzato alcuna ipotesi sull'entità del riscaldamento. Noi abbiamo solo detto che le azioni umane hanno influenza sulla temperatura, e ciò è certamente vero. Non ci fu nulla circa disastri o catastrofi. In effetti, io sono stato molto turbato dalle ultime affermazioni dell'AGU [nel 2007]. Si è trattato di allarmismo, come potete vedere»
In un editoriale del 2007 sul Wall Street Journal, egli ha scritto: «Io sono certo che la maggioranza (ma non tutti) dei miei colleghi dell'IPCC si fanno piccoli quando dico questo, ma io non vedo né imminenti catastrofi né la pistola fumante che provi, che l'attività umana sia da biasimare per il riscaldamento cui assistiamo.»
Nel 2007, nel corso di un procedimento sulla regolamentazione delle emissioni delle auto nel Vermont, il capo del tribunale, giudice William K. Sessions, ha scritto: «L'esperto di parte del ricorrente, Dr. Christy, concorda con la dichiarazione dell'IPCC [2001], che alla luce di nuove evidenze e tenendo conto delle restanti incertezze, è probabile che gran parte del riscaldamento osservato negli ultimi cinquant'anni sia dovuto all'incremento della concentrazione dei gas serra». Ciò che Christy aveva detto in questa testimonianza era: «Sapete, si tratta di una dichiarazione molto qualificata, cosicché è difficile dissentirne» e «Voi mi avete visto indugiare a lungo – ciò avvenne sei anni fa. E il problema era su che cosa io pensassi sei anni fa». Quando gli fu chiesto se al momento egli era d'accordo con l'affermazione dello IPCC, Christy ha risposto: «Come ho detto qui, data la qualificatezza della dichiarazione, io non ho nulla di significativo da dire».
In una testimonianza scritta del 2009 per lo U.S. House Ways and Means Committee egli dichiarò: «Dalla mia analisi, le iniziative prese in considerazione per fermare il riscaldamento globale avranno un effetto impercettibile su qualsiasi cosa il clima farà, mentre renderanno l'energia più cara, e questo avrà un effetto negativo sull'economia nel suo complesso. Noi abbiamo scoperto che i modelli climatici ed i dati raccolti sulle temperature in superficie sopravvalutano i mutamenti reali nell'atmosfera e che gli effettivi mutamenti non sono allarmanti».

## Riconoscimenti
- 1991: NASA Exceptional Scientific Achievement Medal (con Roy Spencer).[14]
- 1996: AMS Special Award "for developing a global, precise record of Earth's temperature from operational polar-orbiting satellites, fundamentally advancing our ability to monitor climate" (con Roy Spencer).[14]

## Pubblicazioni selezionate

### Articoli
- (EN) John R. Christy, My Nobel Moment, The Wall Street Journal, 1º novembre 2007.
- (EN) John R. Christy, No consensus on IPCC's level of ignorance, BBC News, 13 novembre 2007.

### Scritti in collaborazione
- Roy W. Spencer, John R.  Christy, Precise Monitoring of Global Temperature Trends from Satellites, in Science, vol. 247, n. 4950, 1990,  pp. 1558-1562, Bibcode:1990Sci...247.1558S, DOI:10.1126/science.247.4950.1558.
- Ellsworth G.  Dutton, John R. Christy, Solar radiative forcing at selected locations and evidence for global lower tropospheric cooling following the eruptions of El Chichon and Pinatubo, in Geophysical Research Letters, vol. 19, n. 23, 1992,  pp. 2313-2316, Bibcode:1992GeoRL..19.2313D, DOI:10.1029/92GL02495. URL consultato il 20 gennaio 2014 (archiviato dall'url originale il 13 ottobre 2012).
- John R. Christy, Roy W. Spencer, William D. Braswell, MSU Tropospheric Temperatures: Dataset Construction and Radiosonde Comparisons, in Journal of Atmospheric and Oceanic Technology, vol. 17, n. 9, 1999,  pp. 1153-1170, Bibcode:2000JAtOT..17.1153C, DOI:10.1175/1520-0426(2000)017<1153:MTTDCA>2.0.CO;2.
- John R. Christy, Roy W.  Spencer, William B. Norris, William D.  Braswell, David E.  Parker, Error Estimates of Version 5.0 of MSU–AMSU Bulk Atmospheric Temperatures, in Journal of Atmospheric and Oceanic Technology, vol. 20, n. 5, 2003,  pp. 613-629, Bibcode:2003JAtOT..20..613C, DOI:10.1175/1520-0426(2003)20<613:EEOVOM>2.0.CO;2.
- David H. Douglass, John R.  Christy, et alias,, A comparison of tropical temperature trends with model predictions, in International Journal of Climatology, vol. 28, n. 13, 2008,  pp. 1693-1701, Bibcode:2008IJCli..28.1693D, DOI:10.1002/joc.1651.
- David H. Douglass, John R. Christy, Limits on CO2 Forcing From Recent Temperature Data of Earth, in Energy & Environment, vol. 20, 1–2, 2009,  pp. 177-189, Bibcode:2008arXiv0809.0581D, DOI:10.1260/095830509787689277, arXiv:0809.0581 (archiviato dall'url originale il 28 gennaio 2013).
- John R. Christy, Benjamin  Herman, Roger  Pielke Sr. et alias, What Do Observational Datasets Say About Modeled Tropospheric Temperature Trends Since 1979?, in Remote Sensing, vol. 2, n. 9, 2010,  pp. 2148-2169, Bibcode:2010RemS....2.2148C, DOI:10.3390/rs2092148.